# 矩尺座η
矩尺座η，又名CD-4810512，HD 143546、SAO 226466、HR 5962，是矩尺座的一颗恒星，视星等为4.65，位于銀經331.97，銀緯2.52，其B1900.0坐标为赤經15h 55m 51.7s，赤緯-48° 2.52′ 2″。